# Ami Koshimizu
Ami Koshimizu (小清水 亜美?, Koshimizu Ami; Kokubunji, 15 febbraio 1986) è un'attrice, doppiatrice e cantante giapponese, affiliata con l'agenzia Production Baobab.

## Biografia
La Koshimizu si è diplomata alla Aomori Yamada High School. Essendo molto alta, veniva spesso descritta come una modella dai suoi compagni. Faceva parte di una compagnia teatrale, Gekidan Wakakusa, prima di entrare nella Production Baobab. Ha debuttato nel 2003 doppiando il personaggio di Nadja Applefield nell'anime Ashita no Nadja, vincendo il provino durante il suo secondo anno di liceo. Il 22 marzo 2006 ha pubblicato il suo album di debutto, intitolato Natural. È stata premiata per la capacità di interpretare diversi tipi di ruoli, dai personaggi taciturni a quelli tsundere. Il 3 marzo 2007 ha vinto il premio Seiyu Awards come Migliore Attrice non protagonista per la sua interpretazione di Kallen Kozuki in Code Geass: Lelouch of the Rebellion; quello di Kallen è divenuto tra i ruoli più celebri di Ami.

## Vita privata
- Per vedere meglio, Ami indossa spesso le lenti a contatto, ma in privato preferisce usare gli occhiali.
- Quando registra, Ami ha l'abitudine di spostare costantemente il copione tra la mano destra e quella sinistra.
- Ami non è molto brava nei kanji e in inglese; infatti, durante la registrazione dell'anime Nadja, pronunciò male i kanji "横暴": "oubou" (おうぼう) diventò "yokobou" (よこぼう).
- Durante la registrazione di Code Geass: Lelouch of the Rebellion, Ami non capiva la definizione di "rise", fino a quando chiese al collega Jun Fukuyama, il quale le spiegò che quella parola rimandava a "Sunrise", il nome dello studio di animazione che ha prodotto la serie.
- Durante la registrazione di School Rumble, Mamiko Noto, Hitomi Nabatame e Yui Horie hanno scherzosamente assegnato ad Ami il topo quale animale a cui la Koshimizu assomigliava di più.
- Dopo che Ami è apparsa nel videogioco di Code Geass, i membri dello staff hanno deciso di lasciarle tenere la divisa immaginaria dell'Istituto Ashford, che tanto piaceva alla doppiatrice.

## Doppiaggio
In grassetto i ruoli importanti.

### Anime
2003
- Ashita no Nadja (Nadja Applefield)
- Gunslinger Girl (Claes)
- Mack, ma che principe sei? (Claudia)

2004
- Sweet Valerian (Kanoko)
- School Rumble (Tenma Tsukamoto)
- Hikari to Mizu no Daphne (Yukari Hanaoka)
- Futakoi (Sumireko Ichijou)
- Pretty Cure (Natsuko Koshino)

2005
- IGPX (Yuri Jinno)
- Onegai My Melody (Miki Sakurazuka)
- Eureka Seven (Anemone)
- Futakoi Alternative (Sumireko Ichijou)
- Blood+ (Mao Jahana)
- My-Otome (Nina Wáng)
- LOVELESS (Ai Myoujin)
- Mushishi (Isaza)
- GARO (Sliva)

2006
- Asatte no Houkou (Kotomi Shionzaki)
- Onegai my Melody ~Kuru Kuru Shuffle!~ (Miki Sakurazuka)
- Kamisama Kazoku (Tenko)
- Gift〜eternal rainbow〜 (Yukari Kamishiro)
- Kujibiki Unbalance (Ritsuko Kübel Kettenkrad)
- Code Geass: Lelouch of the Rebellion (Kallen Kozuki[5], Inoue nell'ep. 15)
- Simoun (Paraietta)
- School Rumble Ni Gakki (Tenma Tsukamoto)
- Death Note (Yuri)
- Muteki Kanban Musume (Megumi Kannazuki)
- Lemon Angel Project (Saya Yuuki)

2007
- iDOLM@STER Xenoglossia (Yayoi Takatsuki)
- Onegai My Melody Sukkiri♪ (Miki Sakurazuka)
- Kishin Taisen Gigantic Formula (Evita Lambert)
- Kimikiss Pure Rouge (Yūmi Hoshino)
- Genshiken 2 (Ritsuko Kübel Kettenkrad)
- Sketchbook 〜full color's〜 (Asaka Kamiya)
- Sola (Sae Sakura)
- Heroic Age (Yuti Ra)
- Myself ; Yourself (Nanaka Yatsushiro)

2008
- Code Geass: Lelouch of the Rebellion R2 (Kallen Kozuki)
- Hidamari Sketch × 365 (Misato)
- Spice and Wolf (Holo)
- H2O: Footprints in the Sand (Takuma Hirose)
- Special A (Chitose Saiga, Yahiro Saiga (bambino))
- Strike Witches (Charlotte E. Yeager)
- Macademi Wasshoi! (Takuto Hasegawa)

2009
- Maria-sama ga miteru (Kanako Hosokawa)
- Miracle Train: Oedo-sen e Youkoso (Makoto Kogure)
- Sora Kake Girl (Mintao)
- Spice and Wolf II (Holo)
- Chrome Shelled Regios (Shante Raite)
- Saki (Nodoka Haramura)
- Umineko When They Cry (Rosa Ushiromiya)
- Phantom: Requiem for the Phantom (Mio Fujieda)
- Sora no Manimani (Fumie Kotozuka)
- Letter Bee (Aria Link)

2010
- Il talismano (Himari)
- Ladies versus Butlers! (Sanae Shikikagami)
- Strike Witches 2 (Charlotte E. Yeager)
- Hyakka Ryōran Samurai Girls (Charles d'Artagnan)
- Star Driver: Kagayaki no Takuto (Keito Nichi)
- Tegami Bachi Reverse (Aria Link)
- Psychic Detective Yakumo (Nao Saitou)
- I signori dei mostri (Sasami)

2011
- Dog Days (Leonmitchelli Galette des Rois)
- Suite Pretty Cure♪ (Hibiki Hojo/Cure Melody)
- Freezing (Ingrid Bernstein)
- The World God Only Knows II (Kusunoki Kasuga)
- Nyanpire: The Animation (Nyanpire)
- Persona 4: The Animation (Yukiko Amagi)
- Horizon on the Middle of Nowhere (Tomo Asama)

2012
- Daily Lives of High School Boys (Yoshitake's older sister)
- Dog Days (Leonmitchelli Galette des Rois)
- Hyōka (Midori Yamanishi)
- Kono naka ni hitori, imōto ga iru! (Mizutani Ikusu)
- Kuroko's Basket (Tetsuya Kuroko)
- Mobile Suit Gundam AGE (Arisa Gunhale)
- Saki Achiga-hen episode of Side-A (Nodoka Haramura)
- Sengoku Collection (Fūma Kotarō)

2013
- Kill la Kill (Ryūko Matoi)

2014
- Sailor Moon Crystal (Makoto Kino/Sailor Jupiter)
- Soul Eater Not! (Shaula)

2018
- Overlord (Lakyus Alvein Dale Aindra)

2022
- RWBY: Ice Queendom (Yang Xiao Long)
- Bleach: Thousand-Year Blood War (Katen Kyokotsu)

2024
- Shaman King Flowers (Luca Asakura)
- Gods' Games We Play (Miranda)[6]
- Shangri-La Frontier (Tsukuyo Tsukuri)

2025
- Medalist (Nozomi Yuitsuka)[7]

### OVA
- AIKa R-16: Virgin Mission (Aika Sumeragi)
- Aika Zero (Aika Sumeragi)
- Denpa teki na Kanojo (Ayase Kazuko)
- Carnival Phantasm (Caren Ortensia, Magical Caren)
- School Rumble OVA Ichigakki Hoshu (Tenma Tsukamoto)
- Murder Princess (Milano Entolasia)
- My-Otome Zwei (Nina Wáng)
- My-Otome 0~S.ifr~ (Sifr Fran)
- Maria-sama ga Miteru OVA (Kanako Hosokawa)

### Film
- Eiga Pretty Cure All Stars DX 3 - Mirai ni todoke! Sekai wo tsunagu Niji-iro no hana (Hibiki Hojo/Cure Melody)
- Eiga Suite Pretty Cure - Torimodose! Kokoro ga tsunagu kiseki no melody (Hibiki Hojo/Cure Melody)
- Eiga Pretty Cure All Stars New Stage - Mirai no tomodachi (Hibiki Hojo/Cure Melody)
- Eiga Pretty Cure All Stars New Stage 3 - Eien no tomodachi (Hibiki Hojo/Cure Melody)
- Eiga Pretty Cure All Stars - Haru no carnival (Hibiki Hojo/Cure Melody)
- Eiga Pretty Cure All Stars - Minna de utau Kiseki no mahō! (Hibiki Hojo/Cure Melody)
- Strike Witches Movie (Charlotte E. Yeager)
- Eiga HUGtto! Pretty Cure Futari wa Pretty Cure - All Stars Memories (Hibiki Hojo/Cure Melody)
- Mazinga Z Infinity (Jun Hono)
- Pretty Guardian Sailor Moon Eternal - Il film (Makoto Kino/Sailor Jupiter)
- Pretty Guardian Sailor Moon Cosmos - Il film (Makoto Kino/Sailor Jupiter)
- Promare (Heris Ardebit)

### Drama CD
- Ashita no Nadja (Nadja Applefield)
  - Volume 1
  - Volume 2
  - Volume 3
- Franken Fran (Fran Madaraki)
- iDOLM@STER Xenoglossia (Yayoi Takatsuki)
  - Volume 1
  - Volume 3
- KimiKiss (Yūmi Hoshino)
  - Volume 1
  - Volume 2
  - Volume 3
  - Seconda stagione volume 1
  - Seconda stagione volume 2
  - Seconda stagione volume 3
- Code Geass: Lelouch of the Rebellion (Kallen Stadtfeld)
- Koharubiyori Drama CD (Kuon)
- Saki Drama CD (Haramura Nodoka)
- ChocoMimi Drama CD (Choco)
- Tales of Legendia series (Fenimor Xelhes)
  - ~voice of character quest~1
  - ~voice of character quest~2
- Parfait Tic! Drama CD (Fuuko Kameyama)
- My-Otome series (Nina Wáng)
  - Volume 1
  - Volume 2
- Drama CD Lucky☆Star (Kagami Hiiragi)

### Anime Web
- Kētai Shōjo (Ichiru Mishima)

### Pachinko
- Gokuraku Parodius (Akane)

### Videogiochi
- .hack//Link (Amagi Saika)
- 13 Sentinels: Aegis Rim (Yuki Takamiya)
- Another Century's Episode 3 (Anemone)
- Another Century's Episode: R (Kallen Kozuki)
- Arknights (Projekt Red, Zima)
- Record of Agarest War (Dyshana)
- Ar tonelico II (Luca Truelywaath)
- Agarest Senki Zero (Friedlinde)
- BlazBlue: Cross Tag Battle (Yukiko Amagi, Yang Xiao Long)
- Bloodstained: Ritual of the Night (Miriam)
- Blue Archive (Neru Mikamo)
- Bravely Default: Flying Fairy (Anies Oblige)
- Castlevania Judgment (Sypha Belnades)
- Catherine: Full Body (Voce DLC per Catherine)
- Code Geass: Lelouch of the Rebellion (Kallen Kozuki)
- Danganronpa 2: Goodbye Despair (Ibuki Mioda)
- Danganronpa V3: Killing Harmony (Ibuki Mioda)
- Dead or Alive 5: Last Round (Mai Shiranui)
- Dead or Alive 6 (Mai Shiranui)
- Digimon World Re:Digitize (Lili)
- Dragon Nest (Sorceress)
- Dragon Quest Rivals (Jade)
- Dragon Quest XI S: Echi di un'era perduta - Edizione Definitiva (Jade)
- Drakengard 3 (Accord)
- Dream Club (Amane/Misaki Shirogane)
- Elvandia Story (Emelia)
- Famicom Detective Club: The Missing Heir (Akane Yamazaki)
- Fantasy Earth: Zero (Queen Vadrithe Berkstein Hordaine)
- Fantasy Life i: La ragazza che ruba il tempo (Olivia)
- Fatal Fury: City of the Wolves (Mai Shiranui)
- Fate/tiger colosseum (Caren Ortensia)
- Fate/tiger colosseum UPPER (Caren Ortensia, Magical Caren)
- Fate/hollow ataraxia (Caren Ortensia)
- Fate/Samurai Remnant (Dayu Takao)
- Final Fantasy Type-0 (Queen)
- Finalist (Wakana Sakoi)
- Fire Emblem Heroes (Heather, Timerra)
- Fire Emblem: Engage (Timerra)
- Futakoi series (Sumireko Ichijou)
  - Futakoi
  - Futakoi Koi to Mizugi no Survival
  - Futakoi Alternative: Koi to Shōjo to Machinegun
- Genshin Impact (Beidou)
- Gift -Prism- (Yukari Kamishiro)
- Goddess of Victory: Nikke (Guillotine)
- Granblue Fantasy (Zooey, Kallen Kozuki)
- Granblue Fantasy: Versus (Zooey)
- Granblue Fantasy: Versus Rising (Zooey)
- Growlanser 6: Precarious World (Wendy)
- Hakare na Haato -Dare ga Tame ni Kimi wa Aru? (Harune Moriizumi)
- Hexyz Force (Cecilia Armaclite)
- Indivisible (Ajna)
- Kill la Kill: IF (Ryuko Matoi)
- KimiKiss (Yumi Hoshino)
- The King of Fighters serie (Mai Shiranui)[8]
  - The King of Fighters XIII
  - The King of Fighters: SkyStage
  - The King of Fighters XIV
  - The King of Fighters: All Star
  - The King of Fighters XV
- Kētai Shōjo (Ichiru Mishima)
- Lucky☆Star Moe Drill (Kagami Hiiragi)
- My-Otome: Otome Butoushi!! (Nina Wáng)
- Myself ; Yourself (Nanaka Yatsushiro)
- Mega Man ZX Advent (Ashe)
- Neo Geo Heroes: Ultimate Shooting (Mai Shiranui)
- Persona 4 (Yukiko Amagi)
- Persona 4 Arena (Yukiko Amagi)
- Persona 4 Arena Ultimax (Yukiko Amagi)
- Persona 4: Dancing All Night (Yukiko Amagi)
- Persona Q: Shadow of the Labyrinth (Yukiko Amagi)
- Persona Q2: New Cinema Labyrinth (Yukiko Amagi)
- Queen's Gate: Spiral Chaos (Mai Shiranui)
- Resident Evil HD Remaster (Rebecca Chambers)
- Resident Evil Zero HD Remaster (Rebecca Chambers)
- Rune Factory: A Fantasy Harvest Moon (Mist)
- Rune Factory Frontier (Mist)
- Rune Factory 3 (Daughter)
- Sacred Blaze (Kiyora)
- School Rumble series (Tenma Tsukamoto)
  - School Rumble: Nesan Jiken Desu!
  - School Rumble: Neru Musume wa Sodatsu
  - School Rumble Ni Gakki Kyōfu no (?) Natsu Gasshuku! Yōkan ni Yūrei arawareru!? Otakara o megutte Makkō Shōbu!!! no Maki
- Separate Hearts (Hikari Hinata)
- Sengoku Basara: Samurai Heroes (Tsuruhime)
- Shin Megami Tensei V: Vengeance (Amabie, Konohana Sakuya)
- Shin Megami Tensei: Devil Survivor 2 - Record Breaker (Hinako Kujou)
- Shinobi Master Senran Kagura: New Link (Mai Shiranui)
- SINoALICE (Accord, Kallen Stadtfeld)
- SNK Heroines: Tag Team Frenzy (Mai Shiranui)
- Sol Trigger (Sophie)
- Soul Hackers 2 (Milady)
- Street Fighter 6 (Mai Shiranui)
- Suikoden Tierkreis (Friedegund)
- Suite Pretty Cure♪ Melody Collection (Hibiki Hojo/Cure Melody)
- Tales of Berseria (Eleanor)
- Tales of Legendia (Fenimore Xelhes, Thyra Welzes)
- Tales of Zestiria (Ayn Felice)
- Tartaros Online(Elphintos)
- Toaru Majutsu no Index (Shizuri Mugino)
- Tokyo Mirage Sessions ♯FE (Maiko Shimizaki)
- True Tears (Hikari Ogasawara)
- Visions of Mana (Selaphia, Benevodon della Luce)
- Wuthering Waves (Yinlin)
- Xenoblade Chronicles 2 (Perun)
- Xenoblade Chronicles 3 (Alexandria)
- Zenless Zone Zero (Hoshimi Miyabi)

### Radio
- Sukuran ☆ Ochakai! (School Rumble Tea Meeting) (febbraio, marzo 2006)
- Ōkamikku Radio (7 dicembre 2007 – in corso)
- Arika & Nina no Otometic Radio (Internet radio)

### CD Radio
- 咲 -Saki- DJCD
- iDOLM@STER Xenoglossia Radio CD
- Arika & Nina no Otometic Radio

### Live
- Arika & Nina no Otometic TV (TV Internet)
- DVD School Rumble presents "Come! Come! Well-Come? party"
- "Natsu Matsuri" (2 luglio 2006)
- animeru!? (2 marzo 2007)

### Pubblicità
- Code Geass: Lelouch of the Rebellion (Videogioco)

### Teatro
- Super Oshibai: School Rumble~ Osaru-san da yo, Harima-kun!~ (Tenma Tsukamoto)

### Ruoli di doppiaggio
- CSI: Miami (Dr. Tara Price)
- Little Princess (Little Princess)
- Alice's Birthday (Alice)

## Discografia

### DVD
- Present, pubblicato il 22 marzo 2006

### Singoli
- Sailing to the Future, pubblicato il 28 marzo 2007.
  1. "Sailing to the Future"
  2. "Rise"
  3. "Sailing to the Future (Instrumental)"
  4. "Rise (Instrumental)"
  5. "Pure Mind: Rune Mist Edition"

### Album
- Natural, pubblicato il 22 marzo 2006.
  1. "CIRCLE GAME"
  2. "CREAM"
  3. "ココロの深いトコロ" (Kokoro No Fukai Tokoro)
  4. "scene11"
  5. "この恋は忘れない" (Kono Koi Wa Wasurenai)
  6. "約束" (Yakusoku)
  7. "MESSAGE"
  8. "Present"
  9. "SUPER GIRL"
  10. "dear friend♡"
  11. "SAKURA Fallen"
- Kokushimusou (Purafini con Yūko Sanpei), pubblicato il 16 giugno 2010.
  1. "キラッ☆ってしたいの!!" (Kira Tte Shitai no!!)
  2. "なりゆき姫" (Nariyuki Hime)
  3. "忘れてしまいたいよ" (Wasurete Shimaitai yo)
  4. "I'M Home"
  5. "オブシディアンの涙" (Obsidian no Namida)
  6. "キラキラ体操 第2" (Kirakira Taisou Dai Ni)

### Altro
- My-Otome Zwei Volume 2 Special Package CD New Theme Song - storm / Nina Wáng (Ami Koshimizu), pubblicato il 23 febbraio 2007
  1. "storm"
  2. "storm (off vocal)"
  3. "Nina & Mai Tokiha's Girlish "My-Otome Zwei Volume 2" Impressions With a Lot of Talking Special!!"